# Buono!
Buono! (ボーノ, bōno, du mot italien signifiant "délicieux") est un groupe de J-pop féminin du Hello! Project.

## Histoire
Le trio est composé d'idoles japonaises du Hello! Project Kids : Miyabi Natsuyaki et Momoko Tsugunaga  (membres en parallèle du groupe Berryz Kōbō) et Airi Suzuki (membre de °C-ute). Ce sous-groupe est créé en 2007, d'abord à titre temporaire, pour interpréter les génériques du dessin animé Shugo Chara!, pour le label Pony Canyon. Un groupe-sœur similaire, Bello!, est formé en 2009, composé de Yurina Kumai (Berryz Kobo), Maimi Yajima et Erika Umeda (Cute), mais celui-ci ne se produira qu'en concert et ne sortira pas de disques.
Buono! semble cesser ses activités à la fin de la série Shugo Chara! en mars 2010, mais il les reprend un an plus tard sur un autre label, Zetima. Il continue depuis à se produire régulièrement, toujours en parallèle avec les groupes principaux de ses membres. En 2011, celles-ci sont les vedettes d'un film d'horreur, Gomen-nasai, dont elles interprètent la chanson du générique, Deep Mind.
Buono! devait être le premier groupe du Hello! Project à se produire en Europe : il était en effet prévu à l'affiche du salon Japan Expo de Stockholm en Suède prévu en mai 2009, avant l'annulation de la tenue du salon pour des raisons financières. Après d'autres artistes du H!P, le groupe s'y produit finalement en février 2012, lors d'un concert à Paris dans la salle « La Machine du Moulin Rouge » ; une compilation exclusive est produite à cette occasion : Paris Collection.
Malgré la cessation d'activité du groupe Berryz Kōbō en 2015, il a été annoncé début janvier 2016 que le groupe se produirait le 25 août 2016 à la célèbre salle du Nippon Budokan. Le 5 août 2016 est annoncé la sortie d'un single DVD nommé So La Ti Do ~Nee Nee~ / Rock no Seichi. Le single sortira le même jour que le concert au Nippon Budokan. Cela faisait quatre ans que le groupe n'avait plus rien sorti.
Les Buono! ont effectué leur concert Buono! Live 2017 ~Pienezza!~ au Yokohama Arena le 22 mai 2017. Il s'agissait du dernier concert du groupe d'idoles du Hello! Project. Les raisons pour lesquelles le groupe cesse officiellement ses activités sont dues aux activités diverses des membres : Miyabi Natsuyaki s'investit plus dans son propre groupe Pink Cres. chez Up Front fondé en mai 2016 ; Momoko Tsugunaga avait annoncé en novembre dernier qu'elle cessera ses activités au sein Hello! Project et dans le monde du divertissement le 30 juin 2017 pour devenir enseignante en école maternelle ; elle est membre et playing manager des Country Girls ; Airi Suzuki quittera le Hello! Projet et les °C-ute qui vont cesser leurs activités en juin 2017.

## Membres
- Momoko Tsugunaga (嗣永桃子?) - (Berryz Kōbō) (leader)
- Miyabi Natsuyaki (夏焼雅?) - (Berryz Kōbō) (sub-leader)
- Airi Suzuki (鈴木愛理?) - (°C-ute) (« responsable repas », tel qu'annoncé lors de leur concert à Paris).

## Discographie

### Albums
Albums originaux
1. 20 février 2008 : Café Buono!
2. 11 février 2009 : Buono! 2
3. 10 février 2010 : We Are Buono!

Mini-albums
1. 10 août 2011 : Partenza
2. 22 août 2012 : Sherbet

Compilations
1. 10 août 2010 : The Best Buono!
2. 12 février 2012 : Paris Collection (en distribution limitée, pour la venue à Paris ; contient les 14 (co) faces A des 13 premiers singles)

### Singles
1. 31 octobre 2007 : Honto no Jibun (ホントのじぶん?)
2. 6 février 2008 : Renai Rider (恋愛♥ライダー?)
3. 14 mai 2008 : Kiss! Kiss! Kiss!
4. 20 août 2008 : Gachinko de Ikō! (ガチンコでいこう!?)
5. 12 novembre 2008 : Rottara Rottara (ロッタラ　ロッタラ?)
6. 21 janvier 2009 : co・no・mi・chi
7. 29 avril 2009 : My Boy
8. 26 août 2009 : Take it Easy!
9. 16 décembre 2009 : Bravo Bravo (ブラボー☆ブラボー?)
10. 3 février 2010 : Our Songs
11. 2 février 2011 : Zassō no Uta (雑草のうた?)
12. 20 juillet 2011 : Natsu Dakara! (夏ダカラ!?)
13. 18 janvier 2012 : Hatsukoi Cider / Deep Mind (初恋サイダー／DEEP MIND?)
14. 21 septembre 2016 : So La Ti Do ~Nee Nee~ / Rock no Seichi (ソラシド〜ねえねえ〜/ロックの聖地?)

### DVD
Singles V
1. 21 novembre 2007 : Honto no Jibun (ホントのじぶん?)
2. 13 février 2008 : Renai Rider (恋愛♥ライダー?)
3. 18 juin 2008 : Kiss! Kiss! Kiss!
4. 3 septembre 2008 : Gachinko de Ikō! (ガチンコでいこう!?)
5. 3 décembre 2008 : Rottara Rottara (ロッタラ　ロッタラ?)
6. 4 février 2009 : co・no・mi・chi
7. 13 mai 2009 : My Boy
8. 2 septembre 2009 : Take it Easy!
9. 22 décembre 2009 : Bravo Bravo (ブラボー☆ブラボー?)
10. 23 février 2011 : Zassō no Uta (雑草のうた?)
11. 27 juillet 2011 : Natsu Dakara! (夏ダカラ!?)
12. 25 janvier 2012 : Hatsukoi Cider / Deep Mind (初恋サイダー／DEEP MIND?)

Concert
1. 27 mai 2009 : Live 2009 Hybrid★Punch (ライブ2009 ハイブリッド★パンチ?)
2. 19 mai 2010 : We are Buono! Buono! Live Tour 2010
3. 10 novembre 2010 : Buono! Live Tour 2010 ~Rock'n Buono! 3~ (Buono! ライブツア 2010...?)
4. 23 novembre 2016 : Buono! Festa 2016
5. 22 mai 2017 : Buono! Live 2017 ~Pienezza!

Éditions limitées du Fan-club
1. 22 août 2008 : Buono! days ~Buono! Leader Ketteisen! (Buono! days 〜Buono!リーダー決定戦!?)
2. 20 décembre 2008 : Buono! Kessei 1 Shūnen Kinen FC Special Live (結成1周年記念 FCスペシャルライブ?) ~Rock'n Buono!~
3. 11 février 2009 : Buono! DVD Magazine Vol.1
4. 21 août 2009 : Buono! days 2 2009 Natsu Special Dorama Kaze Buono! Kikiippai (夏スペシャルドラマ風 Buono!危機一髪?)
5. 16 décembre 2009 : Rock'n Buono! 2
6. 19 décembre 2009 : Buono! DVD Magazine Vol.2
7. 11 février 2010 : Buono! DVD Magazine Vol.3
8. 12 août 2010 : Buono! DVD Magazine Vol.4 (Tsugunaga Momoko Solo ver.) (嗣永桃子ソロver.?)
9. 12 août 2010 : Buono! DVD Magazine Vol.5 (Natsuyaki Miyabi Solo ver.) (夏焼雅ソロver.?)
10. 12 août 2010 : Buono! DVD Magazine Vol.6 (Suzuki Airi Solo ver.) (鈴木愛理ソロver.?)

Autres
1. 10 mars 2010 : Clips vol.1

## Filmographie
- 29 octobre 2011 : Gomen-nasai